# 豊田皓
豊田 皓（とよだ こう、1946年4月28日 - ）は、日本の実業家、記者。株式会社エービーシー・マート独立社外取締役監査等委員。
株式会社フジ・メディア・ホールディングス代表取締役社長兼COO、株式会社フジテレビジョン代表取締役社長兼COO、株式会社サンケイリビング新聞社代表取締役会長、一般社団法人日本民間放送連盟副会長などを歴任した。

## 経歴
- 1965年 - 東京都立小石川高等学校卒業[1]。
- 1971年 -  成城大学経済学部卒業。
- 1971年4月 - 株式会社フジテレビジョン（現：フジ・メディア・ホールディングス）入社。総務・社会部記者・制作・営業などを歴任。
- 1997年6月 - 同社営業統括本部営業局長
- 2001年6月 - 同社取締役（営業担当）
- 2005年6月 - 同社常務取締役（営業・ネットワーク・事業・ライツ開発担当）
- 2007年6月 - 同社代表取締役社長兼COO
- 2008年10月 - 株式会社フジ・メディア・ホールディングス代表取締役社長兼COO
- 2008年10月 - 株式会社フジテレビジョン代表取締役社長兼COO
- 2012年4月1日 - 日本民間放送連盟副会長[2]
- 2013年6月 - 株式会社フジ・メディア・ホールディングス取締役副会長[3]
- 2013年6月 - 株式会社フジテレビジョン取締役副会長
- 2014年9月29日 - 株式会社サンケイリビング新聞社代表取締役社長[4]。
- 2015年6月22日 - 株式会社サンケイリビング新聞社代表取締役会長[5]
- 2018年4月 - 旭日重光章受章[6]

## 人物
高校・大学ではラグビー部に所属。趣味は読書で、学生時代は小説やシナリオを書いていた。
作家・椎名誠とは友人である。

## 同期入社
- 須田哲夫（フリーアナウンサー、元フジテレビ嘱託アナウンサー）
- 大川和彦（競馬中継・プロ野球中継などを担当）
- 石毛恭子（「ママとあそぼう!ピンポンパン」2代目お姉さん）
- 岩崎真純（退職後に『テレポートTBS6』のキャスターを担当)
- 三上彩子（「フジテレビ・アナトレ」アナウンスコース特別講師）
- 沢雄二（「FNNスーパータイム」・「報道2001」の元プロデューサー、前公明党参議院議員）

## エピソード
- 社長就任後、「はねるのトびら」（2007年7月25日放送分）に初の出演。
- 「爆笑レッドカーペット」では、放送期間延長や放送時間変更などの『辞令』を下すことがあった。
- 「FNSの日」では2007年の第21回から5代目の製作総指揮を務め、副会長就任後も2016年の第30回まで制作代表として番組制作に携わった。